# قلعه ممبی
قلعه ممبی، شهری در بخش ممبی شهرستان بهمئی در استان کهگیلویه و بویراحمد ایران است. این شهر، مرکز بخش ممبی است.

## جمعیت
بر پایه سرشماری عمومی نفوس و مسکن در سال ۱۳۹۵، جمعیت شهر قلعه ممبی برابر با ۶۶۷ نفر (۱۵۶ خانوار) بوده است.